# Петров Вал
Петров Вал (рус. Петров Вал) град је у Русији у Волгоградској области.

## Становништво
| 1959. | 1970.  | 1979.  | 1989.  | 2002.  | 2010.  |
| ----- | ------ | ------ | ------ | ------ | ------ |
| 8.705 | 12.051 | 13.122 | 13.752 | 14.721 | 13.239 |